# Antiguos Personajes Recurrentes de Home and Away del 2015 al 2020
Lista de personajes recurrentes e invitados que aparecieron en la serie australiana Home and Away.

## Apareció por última vez en el 2021
| Actor              | Personaje        | Trabajo               | Episodios | Duración    | Notas                                                                 |
| ------------------ | ---------------- | --------------------- | --------- | ----------- | --------------------------------------------------------------------- |
| Marny Kennedy      | Rachel Young     | -                     | -         | 2021        | murió luego de ser atropellada                                        |
| Luke Arnold        | Lewis Hayes      | Enfermero             | 27        | 2020 - 2021 | [ 1 ]                                                                 |
| Rose Riley         | Sienna Blake     | Agente de Modelos     | 3         | 2021        |                                                                       |
| Jaime Robbie Reyne | Emmett Ellison   | Fotógrafo Profesional | 2         | 2021        | [ 2 ]                                                                 |
| Laura McDonald     | Allegra Freeman  | Modelo                | 1         | 2021        |                                                                       |
| Madeleine Jevic    | Amber Simmons    | -                     | 52        | 2020 - 2021 | se fue de la bahía con su hijo                                        |
| River Jarvis       | Jai Simmons      | -                     | 28        | 2020 - 2021 | se fue de la bahía con su madre                                       |
| Bridie Carter      | Susie McCalister | -                     | 20        | 2021        | huyó de la bahía después de que se descubriera que era una estafadora |

## Apareció por última vez en el 2020
| Actor                | Personaje          | Trabajo                | Episodios | Duración    | Notas                                                                     |
| -------------------- | ------------------ | ---------------------- | --------- | ----------- | ------------------------------------------------------------------------- |
| Joanne Hunt          | Francesca Simmons  | -                      | 22        | 2020        |                                                                           |
| Annabelle Stephenson | Taylor Rosetta     | -                      | 26        | 2020        | se fue de la bahía con Angelo                                             |
| Nicholas Cassim      | Phillip McCarthy   | Sargento de la policía | 96        | 2016 - 2020 |                                                                           |
| Zoe Ventoura         | Alex Neilson       | Doctora                | 58        | 2019 - 2020 | regresó a Queensland                                                      |
| Tim Walter           | Marco Astoni       | Empresario             | 10        | 2020        | se fue de la bahía                                                        |
| Cameron Daddo        | Owen Davidson      | -                      | 17        | 2020        | murió luego de ser asesinado por Colby Thorne                             |
| Cameron Daddo        | Evan Slater        | -                      | 16        | 2020        | se fue de la bahía, más tarde murió durmiendo                             |
| -                    | Mikaere Parata     | -                      | -         | 2020        | murió luego de recibir un disparo por parte de la policía durante un robo |
| Bree Peters          | Gemma Parata       | -                      | 9         | 2020        |                                                                           |
| Frankie J. Holden    | Ian Shaw           | -                      | 8         | 2019 - 2020 |                                                                           |
| Amanda Muggleton     | Wendy Shaw         | -                      | 8         | 2019 - 2020 |                                                                           |
| Trent Baines         | Scott Larkin       | Oficial de la Policía  | 22        | 2019 - 2020 | murió luego de llevar el coche en el que iba a un acantilado.             |
| Mia Morrissey        | Jade Lennox        | -                      | 17        | 2019 - 2020 | [ 12 ]                                                                    |
| Sharni McDermott     | Patricia Hendersen | -                      | 2         | 2020        |                                                                           |

## Apareció por última vez en el 2019
| Actor           | Personaje               | Trabajo   | Episodios | Duración    | Notas                                                                         |
| --------------- | ----------------------- | --------- | --------- | ----------- | ----------------------------------------------------------------------------- |
| Angus McLaren   | Lance Salisbury         | -         | 18        | 2018 - 2019 | fue asesinado                                                                 |
| Georgia Adamson | Karen Thompson          | -         | 18        | 2018 - 2019 |                                                                               |
| Mark Lee        | Rick Booth              | -         | 11        | 2018 - 2019 |                                                                               |
| Tom Wilson      | Blake Golan             | -         | 7         | 2019        |                                                                               |
| Socratis Otto   | Aiden Wilcox            | Consejero | 3         | 2019        |                                                                               |
| Josef Brown     | Mike                    | Doctor    | -         | 2019        | [ 13 ]                                                                        |
| Emily Eskell    | Simone Bedford          | Maestra   | 47        | 2018 - 2019 | se fue de la bahía después de que se descubriera su aventura con Brody Morgan |
| Ashleigh Brewer | Chelsea Campbell-Thorne | -         | 47        | 2018 - 2019 | se fue de la bahía luego de descubrir que Colby había matado a Ross           |
| Justin Rosniak  | Ross Nixon              | -         | 7         | 2018 - 2019 | murió luego de que Colby Thorne le disparara                                  |

## Apareció por última vez en el 2018
| Actor                          | Personaje          | Trabajo    | Episodios | Duración          | Notas                                                                |
| ------------------------------ | ------------------ | ---------- | --------- | ----------------- | -------------------------------------------------------------------- |
| Grace Thomas                   | Ava Gilbert        | Estudiante | 22        | 2016, 2017 - 2018 |                                                                      |
| Zoe Naylor                     | Nina Gilbert       | -          | 7         | 2016, 2017, 2018  |                                                                      |
| Michele A. Mattiuzzi           | Neal Stevenson     | Policía    | 51        | 2011 - 2018       |                                                                      |
| Sophie Don                     | Dempsey Blackwood  | -          | 12        | 2018              |                                                                      |
| Jessica Clarke                 | Christina Harrison | -          | 12        | 2018              |                                                                      |
| Steve Nation                   | Neil Campbell      | -          | 4         | 2018              |                                                                      |
| Audrey Blyde                   | Kayla Booth        | -          | 2         | 2018              |                                                                      |
| Darius Williams                | Ty Anderson        | Estudiante | 26        | 2018              | se fue de Summer Bay con su madre                                    |
| Sara Zwangobani                | Jodi Anderson      | -          | 1         | 2018              | se mudó de Summer Bay con Ty                                         |
| Cariba Heine                   | Ebony Easton       | Bartender  | 20        | 2018              | fue arrestada por sus crímenes                                       |
| Genevieve Lemon                | Hazel Easton       | -          | 10        | 2018              | fue asesinada por su hija Ebony                                      |
| Tiriel Mora                    | Kurt Adams         | Abogado    | 6         | 2018              |                                                                      |
| Steve Willis                   | -                  | Entrenador | 1         | 2018              |                                                                      |
| Sam Webb                       | Nugget             | -          | 1         | 2018              |                                                                      |
| Natalie Barr                   | -                  | Locutora   | 1         | 2018              |                                                                      |
| Belinda Giblin Alison Mulvaney | Martha Stewart     | -          | 5 2       | 2018 1989         | se fue de Summer Bay                                                 |
| Brittany Santariga             | Jennifer Dutton    | Estudiante | 30        | 2017 - 2018       |                                                                      |
| Jacob Allan                    | Nick Dutton        | -          | 6         | 2017 - 2018       |                                                                      |
| Brad McMurray                  | Barry Johnson      | -          | 5         | 2018              |                                                                      |
| Jerome Meyer                   | "Taz"              | -          | 5         | 2018              |                                                                      |
| Alex Jewson                    | "Bluey"            | -          | 3         | 2018              |                                                                      |
| Jack Ellis                     | David Cantrall     | -          | 2         | 2018              | fue arrestado luego de secuestrar a Jasmine Delaney y Leah Patterson |

## Apareció por última vez en el 2017
| Actor             | Personaje               | Trabajo                          | Episodios | Duración                 | Notas                                                   |
| ----------------- | ----------------------- | -------------------------------- | --------- | ------------------------ | ------------------------------------------------------- |
| Josef Ber         | Will Shepherd           | Detective Inspector              | 6         | 2017                     |                                                         |
| Matthew Pearce    | Axel Boyd               | -                                | 17        | 2017                     |                                                         |
| Joel Davies       | Jarrod McGregor         | -                                | 8         | 2017                     |                                                         |
| Steve Le Marquand | Boyd Easton             | -                                | 5         | 2017                     |                                                         |
| Kristian Schmid   | Mick Jennings           | -                                | 29        | 2016 - 2017              | se fue de la bahía                                      |
| Tayari Gee        | Lucinda "Luc" Patterson | Bebé                             | 30        | 2017                     | se fue de la bahía con V.J. Patterson                   |
| Mirko Grillini    | Dennis Novak            | -                                | 7         | 2017                     | asesinado por Robbo                                     |
| Sarah Chadwick    | Diana Walford           | -                                | 8         | 2017                     | se fue de la bahía                                      |
| Tania Nolan       | Scarlett Dwyer-Snow     | Asistente del Bait Shop          | 50        | 2017                     | se fue de la bahía                                      |
| Josh McConville   | Caleb Snow              | -                                | 7         | 2017                     | se fue de la bahía con Scarlett                         |
| Zoe Carides       | Lang                    | Doctora                          | 1         | 2017                     | -                                                       |
| Anneliese Apps    | Elizabeth "Beth" Ellis  | -                                | 15        | 2017                     | murió luego de sufrir una arritmia                      |
| Rachael Coopes    | Jackie Ellis            | -                                | 4         | 2017                     | -                                                       |
| Blair McDonough   | Alan Ellis              | -                                | 6         | 2017                     | -                                                       |
| Hannah Goodwin    | Shelley                 | -                                | 1         | 2017                     | -                                                       |
| Julian Garner     | Wally Burns             | -                                | 9         | 2017                     | -                                                       |
| Ed Wightman       | Simms                   | Doctor                           | 2         | 2017                     | -                                                       |
| Caleb Alloway     | William "Will" Zannis   | Vendedor de Drogas               | 22        | 2017                     | -                                                       |
| Caroline Gillmer  | Peggy King              | -                                | 5         | 2017                     | -                                                       |
| Amali Golden      | Felicity Cox            | -                                | 1         | 2017                     | -                                                       |
| Luke Davis        | McKenzie                | -                                | 1         | 2017                     | -                                                       |
| Nick Cain         | Corelli                 | Oficial de la policía            | 4         | 2017                     |                                                         |
| Addison Price     | Max Snow                | -                                | 1         | 2017                     | fallecido                                               |
| Felicity Mckay    | Lena Ascot              | -                                | 9         | 2017                     | -                                                       |
| Johnny Nasser     | Bruno Addlen            | Investigador Privado             | 2         | 2017                     | -                                                       |
| Megan O'Connell   | Enid Palmer             | -                                | 1         | 2017                     | -                                                       |
| Tom O'Sullivan    | Brian Gilbert           | -                                | 3         | 2017                     | -                                                       |
| Noel Hodda        | David Mayvers           | -                                | 1         | 2017                     | -                                                       |
| Luke McKenzie     | Patrick Stanwood        | -                                | 18        | 2017                     | se fue de la bahía                                      |
| Tim Ross          | James Mayvers           | -                                | 11        | 2017                     | se fue después de que Roo terminara con él              |
| Raelee Hill       | Annie Banks             | -                                | 1         | 2017                     | -                                                       |
| Melissa Bonne     | Donna Fields            | Cantante                         | 2         | 2017                     | regresó a los Estados Unidos                            |
| Warwick Allsopp   | Lachlan Piers           | Abogado                          | 1         | 2017                     | -                                                       |
| Cheree Cassidy    | Samantha "Sam" Webster  | Editora                          | 14        | 2016 - 2017              | se fue después de que se descubriera su amorío con Zack |
| Darcey Wilson     | Eloise "Ellie" Page     | Estudiante                       | 29        | 2014, 2016 - 2017        | se fue a Vietnam con Matt y Evie                        |
| Vanessa Buckley   | Gretchen                | Enfermera                        | 3         | 2016, 2017               | -                                                       |
| Benjamin Winckle  | Byron                   | -                                | 1         | 2017                     | -                                                       |
| Ryan O'Kane       | Riley Hawkins           | Doctor                           | 4         | 2017                     | se fue luego de que Tori terminara con él               |
| Alea O'Shea       | Darcy Braxton           | Estudiante                       | 52        | 2011 - 2014, 2016 - 2017 | regresó a Sydney con Heath, Bianca y Harley             |
| -                 | Harley Braxton          | -                                | 11        | 2014, 2017               | regresó a Sydney con Heath, Bianca y Darcy              |
| Sacha Horler      | Ranae Turner            | Criminal / ex-Oficial (corrupta) | 7         | 2016 - 2017              | fue arrestada por sus crímenes                          |

## Apareció por última vez en el 2016
| Actor                 | Personaje                 | Trabajo                       | Episodios | Duración          | Notas                                                         |
| --------------------- | ------------------------- | ----------------------------- | --------- | ----------------- | ------------------------------------------------------------- |
| Suzi Dougherty        | Cheryl Braxton            | -                             | 35        | 2011 - 2015, 2016 | -                                                             |
| John Adam             | Atticus Decker            | Oficial Federal de la Policía | 16        | 2016              | asesinado                                                     |
| James O'Connell       | Burt "Simmo" Simmons      | Criminal                      | 11        | 2016              | -                                                             |
| Jason Montgomery      | Kevin Arthur "Spike" Lowe | Criminal                      | 10        | 2016              | arrestado                                                     |
| Sam Lyndon            | Mossy                     | -                             | 1         | 2016              | -                                                             |
| George Banders        | Carl Lacey                | Criminal                      | 1         | 2016              | -                                                             |
| Anna Bamford          | Jeanie Woods              | Mesera                        | 3         | 2016              | -                                                             |
| Paul Ceaser           | Randall Woods             | -                             | 2         | 2016              | -                                                             |
| Kat Risteska          | Zoe Gardner               | -                             | 2         | 2016              | -                                                             |
| Jessica Falkholt      | Hope Morrison             | Mesera                        | 6         | 2016              | fue arrestada por robarle a la gente                          |
| Nicole Shostak        | Caroline Stewart          | -                             | 5         | 2016              | regresó a Nueva York                                          |
| Jack Long Ace Long    | Bryce Stewart             | -                             | 4         | 2016              | regresó a Nueva York con su mamá                              |
| Aaron Cottrell        | Damien Grogan             | -                             | 1         | 2016              | -                                                             |
| Cameron Stewart       | Mike Emerson              | Sargento Mayor de la Policía  | 56        | 2012 - 2016       | -                                                             |
| Georgia Blizzard      | Stephanie Suttle          | -                             | 1         | 2016              | -                                                             |
| Eliza Scanlen         | Tabitha "Tabby" Ford      | Estudiante                    | 15        | 2016              | se fue de la bahía con su hermana Juliette                    |
| Rose Marel            | Juliette Ford             | -                             | 1         | 2016              | se fue de la bahía con su hermana Tabitha                     |
| Debra Ades            | Mia                       | -                             | 1         | 2016              | -                                                             |
| Patch May             | Derek Babcock             | -                             | 1         | 2016              | -                                                             |
| Sean Hawkins          | Brian Dyson               | -                             | 1         | 2016              | -                                                             |
| Ash Ricardo           | Danika Kulevski           | -                             | 3         | 2016              | -                                                             |
| Benny Turland         | Jordan Walsh              | Estudiante                    | 7         | 2016              | se fue de la bahía con su padre Aaron                         |
| Justin Smith          | Aaron Walsh               | Estudiante                    | 2         | 2016              | se mudó a la ciudad con Jordan                                |
| Elle Harris           | Lara Adams                | Criminal                      | 3         | 2016              | arrestada por haber participado en el secuestro de los Morgan |
| Ashley Lyons          | Blaine Varden             | Criminal                      | 2         | 2016              | arrestado por haber secuestrado a los Morgan                  |
| Andrew Den            | Beau Mitchell             | Oficial de Policía            | 1         | 2016              | -                                                             |
| Blazey Best           | Maria Carmichael          | Doctora / Consejera           | 7         | 2015 - 2016       |                                                               |
| Samantha Ward         | Sarah                     | Enfermera                     | 8         | 2015 - 2016       | -                                                             |
| Claudia Barrie        | Erica                     | Enfermera                     | 1         | 2016              | -                                                             |
| Ella Rose Corby       | Sarah Smedley             | Estudiante de Medicina        | 1         | 2016              | -                                                             |
| Lindsay Farris        | Dom Loneragan             | Fotógrafo                     | 11        | 2016              | se fue de la bahía con Bella                                  |
| Teagan Croft          | Bella Loneragan           | -                             | 3         | 2016              | se fue de la bahía con su padre                               |
| Sophie Roche          | Tess Loneragan            | -                             | 2         | 2016              | se fue de la bahía                                            |
| Xavier Sloan          | Casey Braxton-Sharpe      | Bebé                          | 65        | 2015 - 2016       | se fue de la bahía con sus padres Brax y Ricky                |
| Paul Gleeson          | Greg Snelgrove            | Director de Summer Bay High   | 24        | 2015 - 2016       | se fue de la bahía                                            |
| Reece Milne           | Wayne "Tank" Snelgrove    | Estudiante                    | 27        | 2015 - 2016       | se fue de la bahía con Skye                                   |
| Marlo Kelly           | Skye Peters               | Estudiante                    | 33        | 2015 - 2016       | se fue de la bahía con Tank                                   |
| Kathryn Hartman       | Tanya Osborne             | -                             | 6         | 2013, 2015, 2016  | se fue de la bahía con Maddy                                  |
| Jeremy Lindsay Taylor | Det. Dylan Carter         | Detective                     | 33        | 2016              | su cuerpo fue encontrado en su celda                          |
| Samantha Jade         | Isla Schultz              | -                             | 10        | 2016              | se fue de la bahía con sus hijas                              |
| Georgia Flood         | Lindsay Ford              | -                             | 1         | 2016              | -                                                             |
| Anita Hegh            | Claire Lewis              | -                             | 4         | 2016              | se fue de la bahía                                            |

## Apareció por última vez en el 2015
| Actor               | Personaje             | Trabajo                | Episodios | Duración    | Notas                                                                              |
| ------------------- | --------------------- | ---------------------- | --------- | ----------- | ---------------------------------------------------------------------------------- |
| Erika Heynatz       | Charlotte King        | -                      | 41        | 2015        | murió luego de recibir un disparo                                                  |
| Daniel Roberts      | Gavin Cooper          | -                      | 1         | 2015        | -                                                                                  |
| Ben Mingay          | Trystan Powell        | -                      | 2         | 2015        | murió luego de Charlotte King lo atropellara a propósito                           |
| Myles Pollard       | James Edmunds         | Doctor / Profesor      | 24        | 2015        | se fue luego de que Roo terminara con él al descubrir sus mentiras                 |
| Sophie Gregg        | Megan Edmunds         | -                      | 1         | 2015        | -                                                                                  |
| Andrew Cutcliffe    | Pete Ashfield         | -                      | 1         | 2015        | -                                                                                  |
| Tegan Martin        | Ivana Frost           | -                      | 1         | 2015        | -                                                                                  |
| Madeline Withington | Monica Grymson        | -                      | 1         | 2015        | -                                                                                  |
| Luke Pegler         | Sean Gleeson          | Doctor / Neurocirujano | 10        | 2015        | -                                                                                  |
| Samantha Clarke     | Emma Gleeson          | -                      | 3         | 2015        | -                                                                                  |
| Pearl Herbert       | Asia Chalker          | Estudiante             | 3         | 2015        | -                                                                                  |
| Diarmid Heidenreich | Trevor "Gunno" Gunson | Criminal               | 3         | 2015        | muerto                                                                             |
| Christopher Morris  | Craig Stanley         | Abogado                | 7         | 2012, 2015  | -                                                                                  |
| Daniel Webber       | Ryan Kelly            | -                      | 7         | 2015        | encerrado en un hospital psiquiátrico luego de declararse culpable de sus crímenes |
| Jolene Anderson     | Neive Devlin          | Productora Musical     | 16        | 2014 - 2015 | -                                                                                  |